# Louis Denayrouze
Marie Louis Denayrouze, né le 17 mai 1848 à Espalion dans le département de l'Aveyron et mort le 20 février 1910 à Paris, est un ingénieur, écrivain et homme politique français.

## Biographie
Fils de Jean Fleuret Denayrouse, député de l'Aveyron, il est lui-même député de l'Aveyron de 1884 à 1885. Il est le frère d'Auguste Denayrouze, l'un des inventeurs avec Benoît Rouquayrol du scaphandre autonome.
Ingénieur de l'École polytechnique en 1867, inventeur d'un appareil destiné au travail dans les mines, d'une lampe à pétrole étanche utilisable en version sous-marine ainsi qu'un cornet acoustique sous-marin.
Ingénieur civil, lauréat de l'Académie des sciences, il dépose durant son mandat une proposition de loi visant à récompenser divers travaux de recherche appliquée dans le domaine de la chimie et de la mécanique.
Son ouvrage Des aérophores et de leur application au travail des mines lui valut le prix Montyon décerné par l’Académie des sciences en 1875.
Il est également auteur dramatique, faisant représenter en 1879 une comédie intitulée La belle Paule, et poète récompensé par le prix de poésie de l’Académie française la même année.
Il est fait chevalier de la Légion d'Honneur en 1882 et promu officier en 1890.
Sarah Bernhardt l'a mentionné dans son autobiographie, Ma Double Vie (chapitre 22) parue en 1907.

## Œuvres
- Auguste Denayrouze et Louis Denayrouze, Des Aérophores : et de leur application au travail dans les mines, Paris, Dunod, 1872, 68 p. (lire en ligne).
- Louis Denayrouze, La belle Paule : fantaisie en un acte, en vers, Paris, Librairie des bibliophiles, 1872 (lire en ligne).
- Eugène Tassin et Louis Denayrouze, La revanche fantastique, Paris, E. Dentu, 1873, 117 p. (lire en ligne).
- Louis Denayrouze, Mademoiselle Duparc : comédie en quatre actes, Paris, Michel Lévy frères, 1875.
- Georges Ohnet et Louis Denayrouze, Régina Scarpi : drame en 5 actes, Paris, Calmann-Lévy, 1876.
- Jacques Normand et Louis Denayrouze, La Poésie de la science : poème, Paris, Calmann-Lévy, 1879, 24 p. (lire en ligne).
- Louis Denayrouze, Le socialisme de la science : essai d'économie politique positive, Paris., Librairie Guillaumin, 1881.

## Postérité
Un collège porte son nom à Espalion, sa ville de naissance.

## Source
- « Louis Denayrouze », dans Adolphe Robert et Gaston Cougny, Dictionnaire des parlementaires français, Edgar Bourloton, 1889-1891 [détail de l’édition]

1. ↑  « Acte de naissance de Marie Louis Denayrouze », sur archives.aveyron.fr (consulté le 30 janvier 2022), p. 14
2. ↑  « Marie, Louis Denayrouze - Base de données des députés français depuis 1789 - Assemblée nationale », sur www2.assemblee-nationale.fr (consulté le 30 janvier 2022)
3. ↑  « Prix de Poésie | Académie française », sur www.academie-francaise.fr (consulté le 30 janvier 2022)
4. ↑  « Collège Louis Denayrouze », sur Ministère de l'Education Nationale de la Jeunesse et des Sports (consulté le 30 janvier 2022)